# 柴山 (外交使節)
柴 山（さいざん、生没年不詳）は、明代の外交使節。

## 経歴・人物
仁宗の冊封使として尚巴志を琉球国の第2代中山王に任じるため、尚巴志王4年（1425年）琉球に来航。同6年（1427年）皮弁冠服を持参、同9年（1430年）大安禅寺を建立、同12年（1433年）日明国交回復を目指した宣宗の詔勅を持参し、尚巴志に託す。
その後、滞琉中に大和僧の正棋を殺害した下男の八郎が柴山の船に逃げ込む事件が起き、船は八郎を乗せて出船してしまう。琉球側は八郎の引き渡しを要求、一悶着ののち柴山は処罰されたと伝わる。